# USAbilAraby
USAbilArabyとは米国国務省のアラビア語メディアハブがTwitterとYouTube用に使っている名前である。この「USAbilAraby」というのは「アラビア語のアメリカ」という意味で、その名前が示すように、Twitterのアカウントでは米国政府からのメッセージがアラビア語（アラビア文字）で主につぶやかれている。同様に、YouTubeでもアラビア語で公式メッセージが載せられている。USAbilArabyの最初のつぶやきは2011年2月9日、ビデオは2011年5月4日に投稿されている。